# 澶州之战
澶州之战，是北宋和辽之间于1004年爆发的一场决战，双方主力倾巢而出，在北宋领土北部激战，两国君主
也齐聚澶州城下。最终辽军主将萧挞凛在澶州城下被宋军用床弩射死，虽然战事持平，但是辽军已经无心恋战。同时双方部分官员一直在两国高层斡旋，战事最终以平局收场，并没有明确的胜负之分。

## 战役背景
1003年，望都之战的惨败使得宋军加强了对北部边境的监视。1004年1月，威虏军、莫州方面传回消息：“契丹奚王以及南府宰相等四名将领各自率领四万骑兵，从鉴城川出发抵达涿州，声称是在修复平塞军军营，以及涿州的两个城池。”宋真宗批复：“辽军更擅长在野外激战，修缮城堡应该不是他们的本意。通知各路边将，如果他们在这三座城池有任何动作，你们就把望都城修好，并利用大股兵力唐河发动夹击，让威虏军、静戎军、顺安军、北平寨、以及保州的部队随时准备支援，继续修建方形的田地来阻挡北方骑兵进攻。如果他们没有动向，你们就以修建新军寨为名，在定州囤积些建筑材料。”
当年2月，冀州團練使、帶禦器械、莫州部署石普奉命率部转移至乾宁军，以节省军饷。4月，石州的宋军被转移到了汾州，北边诸路巡检魏愿等赶往高阳关东侧，李致忠等人赶往乾宁军，蔡州团练使、赵州部署荆嗣率部和刘汉凝、田思明等人所部会合后前往莫州、顺安军，作为北部边防军的一部分。
几天后，雄州传来情报，辽军统军常从李可前来归宋。
9月，辽圣宗赶赴幽州（即辽南京），并在随后让自己的弟弟耶律隆祐留守京师。当月，宋真宗和大臣们讨论“如果开战，是否亲征”相关的事情，获得了兵部侍郎、翰林侍讀學士毕士安的支持，以及宣徽北院使、知樞密院事王继英的反对。
当年闰9月，宋天平軍節度使、侍衛親軍馬步軍司都虞候、開府儀同三司、檢校太尉、北面都部署王超率军在唐河扎寨，随之准备迎接辽军入侵。

## 双方准备

### 辽
辽军方面，主帅是辽圣宗和萧太后，萧挞凛和萧观音奴为先锋。

### 宋
宋军方面，除去在上面提到的将领之外，还有李继隆、西上阁门使孙全照等人，宋军在北部边境防御辽军的所有部队几乎都参与了此次战役。

## 战役经过

### 辽军出征
闰9月，辽军大举南下，萧挞凛和萧观音奴分兵攻击威虏军和顺安军。鄭州防禦使、宁边军部署魏能和冀州团练使石普分别率兵抵御，魏能击败了辽军先锋。辽军转攻北平寨，遭到了宋将单州刺史、北平砦部署田敏的成功阻击。辽军向东进攻保州，没有任何成效。几天后，萧挞凛率军攻克遂城，宋军守将王先知被俘。萧挞凛旋即率部与辽圣宗所部合围定州。此时王超所部还在唐河，接到了宋真宗的诏书却仍旧按兵不动。等到辽军声势越来越大，才率军来到了阳城淀。
辽军将至，江南人出身的工部侍郎、参知政事王钦若请宋真宗迁都金陵，而蜀地出身的工部侍郎、签署樞密院事陈尧叟请宋真宗迁都成都。于是宋真宗转而问兵部侍郎、集贤殿大学士、同中書門下平章事寇准需不需要迁都。寇准当着王钦若和陈尧叟的面大骂建议迁都的人，同时也指明了亲征的好处所在。宋真宗采纳了寇准的建议，但这也让寇准和王钦若、陈尧叟之间出现嫌隙。王钦若很聪明，而且和寇准意见不合，被寇准认为肯定会有碍大局，而王钦若自己也意识到了这一点。当时宋真宗开始挑选可以镇守北方战区的大臣，寇准借此推荐了王钦若，而王钦若也借这个机会担任了判天雄军府兼都部署、提举河北转运司，与永清軍節度使、天雄军都部署兼知军府事周莹一同分担防御任务。
在望都之战当中被俘虏、并且在随后被辽圣宗招安的王继忠，在辽经常找机会宣传宋辽和好的好处。当时的萧太后虽然已经率兵进入了北宋领土，但其实也不怎么想打仗，所以对于王继忠所言也比较赞同。得到萧太后的同意之后，王继恩随即派遣了四名小军官，手持信箭，以王继忠的名义拜见了宋莫州部署石普，同时将一封密信交给石普，让他直接送往宋廷。几天后，石普的信使将署名为王继恩的信交给了宋真宗，里面写了一些关于对自己的投辽认罪、以及劝说宋真宗与辽和谈，让北宋先行派遣使者的一些内容。宋真宗将信件的内容以及和谈的可能性、是否要和谈等事宜同大臣们商量。在和毕士安等人交流了意见之后，宋真宗给王继恩写了一封回信，信中明确拒绝了先派使者这一要求，并让石普把信件交还给了之前来送信的几名辽军军官。
几天后，宋真宗任命周莹为为驾前东面贝州、冀州路都部署，颍州防御使杜彦钧为其副将，供备库使綦政敏为其钤辖；任命感德軍節度使、侍衛親軍馬軍司都指挥使葛霸为驾前西面邢洺都部署，侍衛親軍步軍司都虞候王隐为其副将，西上阁门使孙全照为钤辖。宋真宗还亲自面见孙全照，令其兼任天雄军以及驾前东面贝州、冀州路钤辖，战场上见机行事。孙全照回答道：“如果辽军南攻魏城，只要给我几千骑兵，我就肯定能赢。”宋真宗表扬了他的忠义果敢，同时嘱咐周莹，只要孙全照要兵，立刻给他。当天，北宋方面让河北南部的民众躲入城寨，以躲避辽军的袭扰。

### 草城川之战
几天后，辽军进攻草城川。洛苑使高继勋率部前来支援，对供奉官、阁门祗候、岢岚军军使贾宗说道：“敌军人数众多，但是军容不整，显然对方主将没有才干。我军虽然人数较少，但是可以出奇制胜。我们先在山下设伏，一交战，对方肯定要跑，这时候你率部冲出来，辽军肯定溃退。”双方军队开始交战后，辽军赶到寒光岭，宋军伏兵大起，辽军被击败，自相踩踏而死的人数上万人，宋军缴获大量牛、马、骆驼等。第二天辽军继续进攻，再次被宋军击败。贾宗将此事上奏，宋真宗下诏褒奖，贾宗从供奉官、阁门祗候升迁至仪鸾副使，高继勋从洛苑使升任弓箭库使。

### 朔州之战
10月，入内内侍都知、麟府钤辖韩守英、张志上报，称宋军在朔州大破辽军，阵斩大量辽军士兵。当时辽军刚刚包围岢岚军，听说了朔州方面的战败之后立刻撤退。
王超上报，辽军沿着葫芦河一路向东进发，宋真宗下令让岢岚军、威虏军、保州、北平寨等地的宋军深入辽军后方，四处进攻，来分担前线的作战压力。

### 瀛州保卫战
朔州一战三天后，辽军抵达瀛州城下，从白天到黑夜持续发动围攻，战场上充斥着击鼓和伐木的声音。辽军攻城部队在四面城墙上搭设了大量的器具，攻城部队每人身背一块木板从攻城梯上爬上去。西京左藏库使、知瀛州事李延渥率领州城内的士兵以及强壮的市民，连同殿直、贝冀同巡检史普一同拒守，用礌石和大木头从城墙上面砸下去，攻城器械上面的辽军纷纷坠落；十几天后，双方损失都比较严重。萧太后亲自击鼓，辽军猛攻城池，瀛洲城墙被辽军的箭射成了刺猬，辽军阵亡三万余人，伤者比阵亡人数多出一倍，但最终也没能攻克瀛州城。辽军最后全军撤退。
宋真宗任命兵部尚書、知青州事张齐贤兼任青、淄、潍安抚使，刑部员外郎、知郓州事丁谓兼任郓、齐、濮安抚使，同时掌管当地的转运和兵马调配。同时下令，让张齐贤、丁谓把所管辖范围内各州的山河道路的宽窄位置全部画成地图呈递上去。辽军刚刚南进的时候，北宋民众大惊，赶到了黄河边上的杨刘渡。而河上的船夫为了自己的私利，并不按时摆渡。丁谓听说此事之后，拉来了州内的几个死囚，当着这些船夫的面砍掉了这几个死囚的脑袋，被吓坏了的船夫很快就把所有的民众接到了河对岸。丁谓接下来又把这些船夫聚集到了一起，让他们拿着旗帜，击打刁斗（一种打更的工具），呼喊声传了几百里。辽军以为河对岸有大量的宋军，于是转而前往其他地方。
当月，辽军将领萧挞凛、萧观音奴率军攻下祁州，守城宋军不少都投降了。辽圣宗重赏了萧观音奴，并且给投降的士兵分发了大量的钱财。
先前王继忠得到宋真宗手诏后，回奏称：“辽军已经开始围攻瀛州，关南地区是辽国以前的领土（瓦桥、益津、淤口三关以及瀛州和莫州当初都是燕云十六州的一部分，故有此说，参见燕云十六州），想守下来很困难，所以还是早点议和比较好。”辽军攻占祁州十二天后，宋真宗看完了王继忠的奏疏，对大臣们说：“瀛州历来有所准备，根本不必担心。现在看来，先派遣使者好像也没什么关系。”于是在这次给王继恩的回信中同意先派使者。于是北宋方面派遣了军士李斌拿着信箭前往辽军军营，同时在枢密院当中挑选可以出使辽方的人选。王继英推荐了殿直曹利用，曹利用也就随即被授予了閤门祗候，借崇仪副使的名号，前往辽军军营谈判。同时给王继忠新的手诏。第二天，宋真宗任命雍王、永興軍，鳳翔軍節度使、侍中、中書令、太傅赵元份为东京留守，自己则准备亲征。

### 宋真宗亲征
11月，北宋方面派遣安抚使前往河北地区。任命瀛州知州李延渥为瀛州团练使，以奖励其守城的功绩。
宋军北面部署传来消息：“辽军虽然从瀛州撤退，但是其兵力至少还有二十万。侦察到他们将会趁虚偷袭贝州、冀州以及天雄军。”宋真宗下令让各路兵马以及澶州守军前往支援天雄军。
从辽军开始南伐的时候开始，宋军大多城池全部选择固守。右赞善大夫王屿担任知冀州事，一直以来都想亲自击败辽军，每天都操练守城士兵，同时又将士兵当中比较强壮的挑选出来，每天像往常一样出城砍柴。王屿曾经上疏，称：“敌人敢来，肯定可以迎击他们，希望（陛下）可以不用担心我们这边的战事了。”辽军小股骑兵前来骚扰，被王屿直接率军赶跑。宋真宗下诏对王屿褒奖。
当月，辽军马军都指挥使耶律珂礼在洛州与宋军交战并获胜。第二天，辽东京留守萧巴雅尔抓获宋军魏府官吏田逢吉，并将其交给了辽圣宗处置。
洛州一战四天后，山南东道节度使、檢校太師、同中書門下平章事李继隆担任驾前东面排阵使，感德军节度使、侍衛親軍马军司都指挥使葛霸担任其副官，西上阁门使孙全照担任都钤辖，南作坊使张旻担任钤辖；武宁軍节度使、检校太尉、同中書門下平章事石宝吉担任驾前西面排阵使，侍衛親軍步军司都虞候王隐担任其副官，内园使、领恩州刺史、入內副都知秦翰担任驾前西面排阵钤辖。秦翰在被任命之后，立刻监督士兵们把城池周围的护城河挖好，用来阻挡辽军骑兵。工程刚刚做完，辽军大部队就赶到了城下，秦翰此后七十多天都没卸下过铠甲。

### 天雄军之战
曹利用途径天雄军，孙全照怀疑辽方并没有和谈的诚意，于是在劝说王钦若之后，把曹利用拦了下来。辽军多次攻城未果，于是又命令王继忠去议和，宋真宗回复称已经派曹利用过去了，同时让辽方派使者去天雄军把曹利用接出来。王继忠得知了曹利用的现状之后，请求换个使者来访，以免有所延误。几天后，宋真宗来到长垣县，在得知了王继恩的请求之后，决定还是让辽方派使者来把曹利用接走。第二天，宋真宗抵达韦城县，下令滑州知州张秉、齐州知州马应昌、濮州知州张晟率部在黄河上巡逻，所部丁夫把黄河的冰面凿开，以免辽军骑兵偷袭。
天雄军在得知辽军马上就来的时候，全城人心惶惶。王钦若和其他将领共同商议如何分别把守各个城门，孙全照说道：“我是将门子弟，各位将官可以自己挑选合适的位置，哪里没人挑，我就去哪里。”后来发现没人愿意守北门，孙全照就承担了北门的守备任务。王钦若也自告奋勇地要守南门，孙全照以主帅必须坐镇城中、统领全局为由反对。王钦若采纳了孙全照的建议。
孙全照最擅长的是训练弩兵，手下的弩兵可以击倒人马和重型装甲，根据情况不同，使用的方式也不同。于是孙全照直接把北门大开着，并且放下了吊桥，等待辽军到来。辽军在长时间地攻打东门后，转而攻打天雄军旧城，到了晚上又来到天雄军城南，在狄相庙设伏，其余部队转而攻击德清军。王钦若在得知这一情况后，派天雄军的精兵追击，结果被辽军的伏兵卡住，进退不得。孙全照向王钦若请命之后，出城援救天雄军，在和辽军的伏兵激烈交战后，成功救回其余十分之三四的天雄军官兵，辽军也被重创。而前往攻打德清军的辽军，在萧巴雅尔和萧观音奴的率领下取得了胜利，知军、尚食使张旦及其子三班借职张利涉、虎冀都虞候胡福等十四名将领全部阵亡。

### 澶州之战
先前宋真宗诏王超等率部赶往行在，可是过了一个多月，王超等部还是毫无动静。辽军距离澶州越来越近，而宋真宗所部暂时驻扎在韦城。此时大臣当中劝说宋真宗“南巡”金陵的呼声又开始出现，宋真宗自己也开始有些动摇，就诏寇准来重新商讨此事。寇准据理力争，但是宋真宗并没有被说服。寇准暂时离开后，跑到外面拉来了彰信军节度使、殿前司都指挥使高琼，两个人一起前去游说宋真宗前往澶州督战，一唱一和，终于游说成功。
辽军攻陷德清军之后，直接来到澶州城下，三面包围州城。李继隆等率部守城，并且控制着城墙上的床子弩，把守着各处要害。辽军统军使萧挞凛大意轻敌，带了一小股骑兵前往侦察敌情，结果被威虎军头张瓖用床子弩击中额头。辽军士兵连忙将萧挞凛抬回了营帐，当天傍晚时分，萧挞凛去世。萧太后闻讯后恸哭，辍朝五天。在此期间命令萧巴雅尔攻下了通利军。萧挞凛是辽军阵中最主要的主战派，自从萧挞凛阵亡之后，前线战事渐渐平息，辽军军内议和的呼声开始高涨。

## 战役后续
此后，前线战事渐渐平息。加上在交战过程中就已经有双方官员在议和，澶州之战的结果也促成了最终澶渊之盟的结成。